# Luthenay-Uxeloup
Luthenay-Uxeloup är en kommun i departementet Nièvre i regionen Bourgogne-Franche-Comté i de centrala delarna av Frankrike. Kommunen ligger i kantonen Saint-Pierre-le-Moûtier som tillhör arrondissementet Nevers. År 2022 hade Luthenay-Uxeloup 607 invånare.

## Befolkningsutveckling
Antalet invånare i kommunen Luthenay-Uxeloup
| Referens: INSEE |